# Кадмій
Кадмій — хімічний елемент в періодичній таблиці, який позначається Cd і має атомний номер 48 та атомну масу 112,41. Сріблясто-білий м'який метал з синюватим відливом, гнучкий, тягучий, легкоплавкий, токсичний перехідний метал, зустрічається в цинковій руді, масово використовується в батареях живлення.
Природний кадмій складається із суміші 8 стабільних ізотопів з масовими числами106, 108, 110, 111,
112, 113, 114, 116. Кадмій сильно захоплює теплові нейтрони, найбільший поперечний перетин поглинання має ізотоп
113 Cd. Солі легко гідролізуються, мають кислу реакцію, під дією лугів виділяється гідрооксид Cd(OН)2. Єдиний стабільний ступінь окиснення +2. Характерним для Cd є координаційне число 6, хоча зустрічаються 4 і 5. Кадмійорганічні сполуки R2Cd не стійкі до води й кисню, високореактивні.

## Загальна інформація
Проста речовина — кадмій. М'який ковкий метал, алотропних
модифікацій не має.
Густина 8,65, т-ра плавлення 321,1 °C, температура кипіння — 766,5 °C. Кларк К. — 1,35·10-35 %. Реагує з кислотами. Розчинні сполуки отруйні. Утворює рідкісні мінерали: гринокіт CdS (77,7 % Cd), отавіт CdCO3, кадмоселіт CdSe, монтепоніт CdO (87,5 % Cd). Входить у вигляді ізоморфної домішки до мінералів цинку, особливо до сфалериту. Домішка Cd (тисячні частки %) є в гідротермальних рудах, де він присутній у сфалериті, галеніті та ін., головним чином сульфідних мінералах. Підвищений вміст кадмію до 1,5 % характерний для малозалізистих сфалеритів.
У вологому повітрі покривається захисною оксидаційною плівкою з CdO, при сильному нагріванні згорає до
CdO. Галогенами легко оксидується до галідів. Розчиняється в мінеральних кислотах, у лугах не розчинний. Реагує з киснем при нагріванні, а також з кислотами.

## Історія
Кадмій (лат. cadmia, грец. kadmeia означає цинкова руда) був відкритий в Німеччині в 1817 Фрідріхом Штрогмеєром. Штронгмеєр знайшов новий елемент у забрудненні оксиду цинку, і близько 100 років Німеччина залишалася єдиною країною, що імпортувала цей метал. Вчений назвав метал кадмієм, підкресливши його «родинні зв'язки» з цинком: грецьке слово «кадмія» означало «цинкова руда».

## Поширення в природі

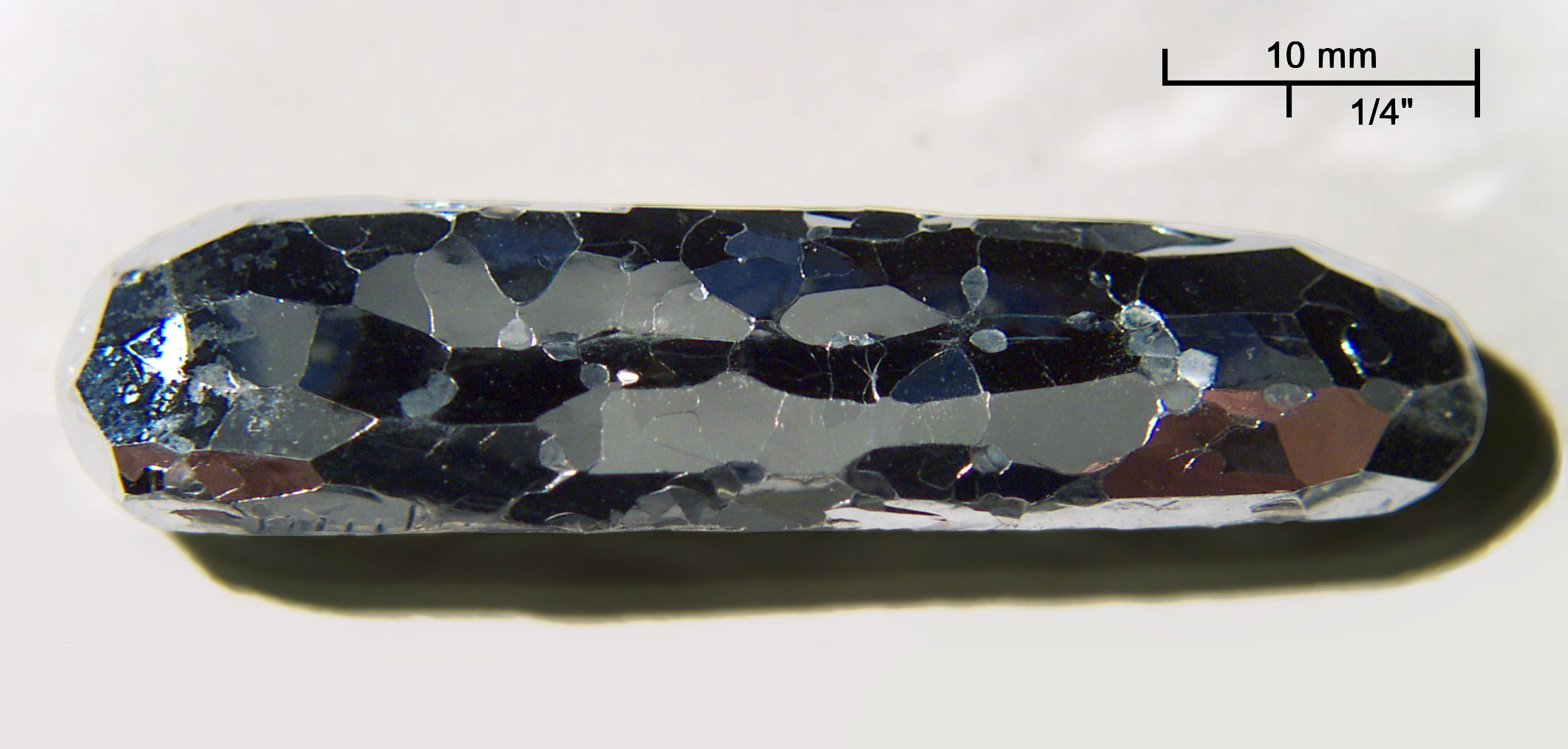
Кристалічний Кадмій

Кадмій належить до числа рідкісних розсіяних елементів, його кларк (відсоток вмісту за масою) в земній корі становить 1,3·10−5%. Для кадмію характерна міграція в гарячих підземних водах разом з цинком та іншими халькофільними елементами (тобто хімічними елементами, схильними до утворення природних сульфідів, селенідів, телуридів, сульфосолей, що іноді зустрічаються в самородному стані) і концентрація в гідротермальних відкладеннях. Вулканічні породи містять до 0,2 мг кадмію на кг, серед осадових порід найбільш багаті кадмієм глини — до 0,3 мг/кг, вапняки містять 0,035 мг/кг, пісковики — 0,03 мг/кг. Середній вміст кадмію в ґрунті — 0,06 мг/кг.
Хоча відомі самостійні мінерали кадмію — гринокіт (CdS), отавіт (CdCO3), монтепоніт (CdO) і селенід (CdSe), своїх покладів вони не утворюють, а присутні у вигляді домішок у цинкових, свинцевих, мідних і поліметалічних рудах, що і є основним джерелом промислового добування кадмію.
В певній мірі кадмій присутній і в повітрі. Вміст кадмію в повітрі становить 0,1−5 нг/м³ в сільській місцевості (1 нг чи 10−9 г), 2-15 нг/м³ — в містах і від 15 до 150 нг/м³ — в промислових районах. Пов'язано це з тим, що багато видів вугілля містять кадмій у вигляді домішок і, при спалювання на теплоелектростанціях, він потрапляє в атмосферу. При цьому велика його частина осідає на ґрунт. Також збільшенню вмісту кадмію в ґрунті сприяє використання мінеральних добрив, бо всі вони містять незначні домішки кадмію.
Кадмій може накопичуватись в рослинах (більш всього в грибах) і живих організмах (особливо у водних) і далі харчовим ланцюгом може «постачатись» людині. Багато кадмію в сигаретному димі.

## Ізотопи
Природний кадміум складається з 6 стійких ізотопів. Було виявлено 27 найстійкіших радіоізотопів: 113Cd з періодом напіврозпаду 7,7 квадрильйонів років, 109Cd з періодом напіврозпаду 462,6 днів і 115Cd з періодом напіврозпаду 53,46 годин. Всі інші радіоактивні ізотопи мають період напіврозпаду менше 2,5 годин і більшість з них мають період напіврозпаду менше 5 хвилин. Цей елемент має 8 метастабільних станів, найстійкіші з них: 113Cd (t½ 14,1 років), 115Cd (t½ 44,6 днів) і 117Cd (t½ 3,36 годин).
Ізотопи кадмію мають атомну масу в межах від 96,935 Дн (Cd-97) до 129,934 Дн (Cd-138).
Основний вид розпаду найбільш розповсюдженого стійкого ізотопу 112Cd — це захоплення електрона і його бета-випромінювання. Продуктом розпаду до операції є елемент 47 (срібло), а після — елемент 49 (індій).

## Отримання
Світове виробництво кадмію на початку XXI ст. становить бл. 20 млн т. З них країни Азії дають 45 %, Америки — 25 %, Європи — 27 %.
Основні джерела кадмію — проміжні продукти цинкового виробництва, пил свинцевих і мідеплавильних заводів. Сировину обробляють концентрованою сірчаною кислотою і одержують CdSO4 в розчині. З розчину Cd виділяють, використовуючи цинковий пил:
{\displaystyle \mathrm {CdSO_{4}+Zn\rightarrow Cd+ZnSO_{4}} }
Отриманий метал очищають переплавкою під шаром лугу для видалення домішок цинку і свинцю. Кадмій високої чистоти отримують електрохімічним рафінуванням з проміжним очищенням електроліту.

## Фізичні властивості
Кадмій — це м'який, тягучий, гнучкий, сріблясто-білий двовалентний метал, який можна легко розрізати. Багато в чому він схожий на цинк, але він здатний утворювати складніші сполуки.

## Хімічні властивості
За хімічними властивостями кадмій подібний до цинку, однак є менш активним. При звичайній температурі на повітрі поверхня металевого кадмію вкривається оксидною плівкою, яка ускладнює проведення реакцій — більшість взаємодій проходять при нагріванні.
При спаленні кадмію у струмені кисню утворюється його оксид:
{\displaystyle \mathrm {2Cd+O_{2}{\xrightarrow {325-350^{o}C}}2CdO} }
При контакті з водою кадмій пасивується через появу гідроксидної плівки Cd(OH)2, однак він активно розкладає перегріту водну пару:
{\displaystyle \mathrm {Cd+H_{2}O{\xrightarrow {>350^{o}C}}CdO+H_{2}} }
Окрім кисню, металевий кадмій взаємодіє також із галогенами, сіркою, селеном, фосфором (з утворенням домішок):
{\displaystyle \mathrm {Cd+Cl_{2}{\xrightarrow {450-500^{o}C}}CdCl_{2}} }
{\displaystyle \mathrm {Cd+S{\xrightarrow {>350^{o}C}}CdS} }
{\displaystyle \mathrm {3Cd+2P{\xrightarrow {600-680^{o}C}}Cd_{3}P_{2}} }
Відновні властивості у кадмію слабші, ніж у цинку, але він так само відновлює деякі неметали з оксидів та метали в їхніх солях (у розчинах):
{\displaystyle \mathrm {3Cd+SO_{2}{\xrightarrow {600-800^{o}C}}CdS+2CdO} }
{\displaystyle \mathrm {Cd+CuSO_{4}\rightarrow CdSO_{4}+Cu} }
{\displaystyle \mathrm {Cd+2FeCl_{3}\rightarrow CdCl_{2}+2FeCl_{2}} }
Кадмій може виступати як комплексоутворювач, координуючи 3, 4 або 6 лігандів:
{\displaystyle \mathrm {2Cd+8NaCN(conc.)+2H_{2}O+O_{2}\rightarrow 2Na_{2}[Cd(CN)_{4}]+4NaOH} }
{\displaystyle \mathrm {2Cd+8NH_{4}OH(conc.)+O_{2}\rightarrow 2[Cd(H_{2}O)_{2}(NH_{3})_{4}](OH)_{2}+2H_{2}O} }

## Застосування
Завдяки своїм фізичним властивостям, кадмій знайшов широке застосування в техніці та промисловості (особливо, починаючи з 50-х років XX століття). Основні сфери застосування його використання: для антикорозійного покриття (так званого кадміювання) чорних металів, особливо в тих випадках, коли вони контактують з морською водою, а також для виробництва нікеле-кадмієвих електричних акумуляторів і батарей. Кадмій входить до складу багатьох сплавів, як легкоплавких, що застосовуються як припої (наприклад, сплав Вуда (Wood's metal) — 50 % Bi, 25 % Pb, 12,5 % Sn, 12,5 % Cd), так і тугоплавких зносостійких (наприклад, з нікелем). Кадмій використовується в стержнях-сповільнювачах атомних реакторів, деякі сполуки кадмію мають напівпровідникові властивості тощо. Досить довго кадмій використовувався для виробництва барвників (пігментів) і як стабілізатор у виробництві пластмас (наприклад, поліхлорвінілу), однак нині, через токсичність, в цих цілях він практично не використовується.

## Небезпека здоров'ю
Кадмій — один з небагатьох елементів, що не виконує конструктивних функцій в людському організмі. Цей елемент і його сполуки є надзвичайно токсичними, навіть, у незначних концентраціях. Має властивість накопичуватись в організмах і екосистемах.
Вдихання кадмієвого пилу швидко призводить до захворювань, часто смертельних, дихальних шляхів і нирок (найчастіше — ниркова недостатність). Поглинення будь-якої значної кількості кадмію викликає негайне ураження печінки і нирок. Сполуки, що містять кадмій, є також канцерогенними. Дані про канцерогенність кадмію обмежені. В дослідах на тваринах не було зафіксовано зростання числа пухлин із вживання кадмію. Таку тенденцію спостерігали лише із вдиханням частинок пилу, що містив неорганічні сполуки кадмію.
Отруєння кадмієм є причиною хвороби, яку вперше описали в Японії в 50-х роках XX століття і яку назвали «Ітай-ітай» (що дослівно означає «боляче-боляче»).